# 沃维尔莱凯勒
沃维尔莱凯勒（法語：Veauville-lès-Quelles，法語發音：[vovil lɛ kɛl]）是法国滨海塞纳省的一个市镇，属于迪耶普区。

## 地理
沃维尔莱凯勒（49°44'21"N, 0°42'21"E）面积3.21 平方千米，位于法国诺曼底大区滨海塞纳省，该省份为法国北部沿海省份，其西部及北部濒大西洋英吉利海峡，东起顺时针与索姆省、瓦兹省、厄尔省和卡爾瓦多斯省接壤。
与沃维尔莱凯勒接壤的市镇（或旧市镇、城区）包括：博维尔、鲁特。
沃维尔莱凯勒的时区为UTC+01:00、UTC+02:00（夏令时）。

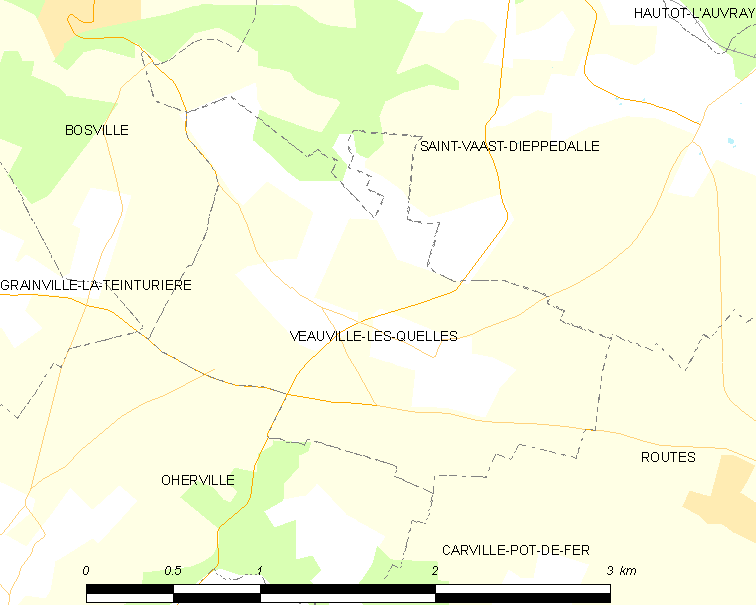
沃维尔莱凯勒的OSM定位图

## 行政
沃维尔莱凯勒的邮政编码为76560，INSEE市镇编码为76730。

## 政治
沃维尔莱凯勒所属的省级选区为科地区圣瓦勒里县。

## 人口

1962-2008年间沃维尔莱凯勒人口变化图示

沃维尔莱凯勒于2022年1月1日时的人口数量为125人。